# Ивановка (Ставищенский район)
Ива́новка (укр. Іванівка) — село, входит в Ставищенский район Киевской области Украины.
Население по переписи 2001 года составляло 1300 человек. Почтовый индекс — 09412. Телефонный код — 4564. Занимает площадь 4,631 км². Код КОАТУУ — 3224283201.

## История
В 1946 г. указом ПВС УССР село Янишевка переименовано в Ивановку

## Местный совет
09412, Київська обл., Ставищенський р-н, с. Іванівка, вул. Леніна, 60

## Уроженцы
- Клименко, Станислав Степанович — советский и украинский кинорежиссёр и киносценарист, родился в селе Ивановка, умер в Киеве, похоронен на кладбище села Ивановка.